# Komarówka
Pour l’article homonyme, voir Komarówka (Poméranie).
Komarówka (prononciation [kɔmaˈrufka]) est un village de la gmina de Sosnowica du powiat de Parczew dans la voïvodie de Lublin, situé dans l'est de la Pologne.
Il se situe à environ 6 kilomètres au sud-ouest de Sosnowica (siège de la gmina), 22 kilomètres au sud-est de Parczew (siège du powiat) et 42 kilomètres au nord-est de Lublin (capitale de la voïvodie).

## Histoire
De 1975 à 1998, le village est attaché administrativement à l'ancienne Voïvodie de Chełm.

Depuis 1999, il fait partie de la nouvelle voïvodie de Lublin.